# Dafne
Pour les articles homonymes, voir Daphné.

Daphné et Apollon, par Giovanni Battista Tiepolo, 1744.

Dafne est un opéra de Heinrich Schütz composé en 1627. Le livret a été écrit par Martin Opitz.

## Inspiration
D'après la légende de la mythologie grecque de Daphné.
Daphné était une chasseresse qui se consacra elle-même à Artémis, déesse de la Chasse, et, comme la déesse, elle refusait de se marier.
Leucippos, fils du roi Œnomaos, fut le premier de ses soupirants. Il était parvenu à s'introduire parmi les suivantes d'Artémis en se déguisant en jeune femme et il se faisait appeler  Œno, fille d'Œnomaos.
Apollon, jaloux et connaissant la vérité, conseilla aux chasseresses de se baigner nues dans une source à l'onde claire; l'imposture de Leucippos fut ainsi découverte, et le malheureux jeune homme fut battu à mort par les vierges en colère.
Mais Apollon s'était moqué d'Eros, alors ce dernier lui décocha une flèche d'or, celle qui rend follement amoureux, et réserva une flèche de plomb à Daphné pour la rendre indifférente. 
Malgré ses talents de devin, Apollon ne s'aperçut de rien car l'amour rend aveugle même les plus clairvoyants. 
Il était de plus en plus amoureux de Daphné d'autant plus que c'était son premier amour mais elle repoussait toujours ses avances, alors il la poursuivit à travers bois et prés.
Alors qu'Apollon allait la rattraper, elle pria Zeus ou son père de l'aider et celui-ci la transforma promptement en laurier (daphné, en grec). 
Désolé de sa métamorphose, Apollon en fut réduit à cueillir une branche pour orner sa lyre et son carquois, et il fit du laurier son arbre sacré.
Daphné est aussi le nom d'une fille de Tirésias.

## Contexte historique
L'opéra apparu au début du XVIIe siècle en Italie (1607 : Orfeo de Monteverdi) commence à se développer dans toute l'Europe au cours du XVIIe siècle.
Que ce soit en Angleterre avec The siege of Rhodes ou en Espagne et en France l'opéra Italien à du mal à se développer dans toute l'Europe. En 1627, Heinrich Schütz compose Dafne qui est considéré comme le premier opéra allemand. 

## Informations
Une analyse musicale concernant cet opéra est impossible car la musique en a été perdue. Seul subsiste le livret écrit par le poète allemand Martin Opitz.